# 雷滕贝格
雷滕贝格是德国巴伐利亚州的一个市镇。总面积60.14平方公里，总人口4253人，其中男性2151人，女性2102人（2011年12月31日），人口密度71人/平方公里。